# Rafael Mariano
Rafael Vitriolo Mariano (Aliaga, 24 ottobre 1956) è un politico e attivista filippino.
Attivista militante noto nell'ambiente di sinistra con l'appellativo di Ka Paeng, ha fatto parte della Camera dei rappresentanti delle Filippine per la lista elettorale di Anakpawis tra il 2004 e il 2013. Tra il 2016 e il 2017 è stato Segretario per la riforma agraria durante il governo di Rodrigo Duterte.

## Biografia
Nato da una famiglia contadina nella municipalità di quarta classe di Ariaga, situata nella provincia di Nueva Ecija, cresce in un contesto di povertà. Si iscrive successivamente in agraria presso la Wesleyan University Philippines e poi presso il Collegio Cristiano delle Filippine: non completerà gli studi universitari, al fine di dedicarsi al primo attivismo politico nei gruppi giovanili di sinistra.
All'età di 20 anni si unisce al Braccio della Gioventù (in tagalog Bisig ng Kabataan), un'organizzazione giovanile del Partito Comunista filippino, per poi divenire consigliere comunale del comprensorio di Quezon nel 1981. Più tardi aderisce anche ad altri gruppi di ispirazione maoista, tra cui l'Alleanza Contadina del Luzon Centrale (Alyansa ng Magbubukid sa Gitnang Luzon), oltre a divenire segretario generale del Movimento Contadino delle Filippine (Kilusang Magbubukid ng Pilipinas). Incarcerato più volte durante il periodo di legge marziale nelle Filippine per istigazione alla violenza, continua l'attività militante anche durante il governo Aquino ed è tra i sopravvissuti al massacro di Mendiola, tragico evento nel quale tredici contadini che protestavano per la riforma agraria sono uccisi dalle truppe governative.
A partire dal 1998 diventa uno dei principali portavoce del partito Bagong Alyansang Makabayan, dove militava sin dalla sua fondazione nel 1985, e nelle parlamentari del 2004 viene eletto alla Camera dei rappresentanti per la lista elettorale di Anakpawis, altra entità fondata da esponenti di sinistra per sopperire all'assenza in Parlamento del Partito Comunista filippino (dichiarato fuorilegge dal Malacañang per le sue attività terroristiche e bandito dalla politica). Nel 2006 è detenuto per due mesi al complesso del Batasang Pambansa con l'accusa di voler organizzare un colpo di Stato contro il governo Arroyo, assieme ad altri politici affiliati al Partito Comunista quali Ocampo, Maza, Virador e Casiño. Rieletto poi nuovamente alle parlamentari del 2007, durante il suo secondo mandato presenta una mozione in Parlamento in cui denuncia accordi tra governo e investitori stranieri – che avrebbero portato alla vendita e coltivazione di milioni di ettari nelle Filippine, a scapito delle proprietà di migliaia di piccoli agricoltori – e critica duramente il ministero dell'agricoltura filippino, affermando come tali investimenti «avrebbero solamente peggiorato le condizioni di chi è senza terra». Alle parlamentari del 2010 viene confermato per un terzo e ultimo mandato, mentre la sua coalizione Makabayan andava a rafforzarsi in Congresso con la presenza di rappresentanti di liste quali Bayan Muna, ACT Teachers e Gabriela. Durante la presidenza di Aquino figlio rimane membro dell'opposizione, e nel 2012, dopo la rimozione forzata del Presidente della Corte suprema delle Filippine Corona per volere dello stesso Aquino, spinge per l'incarcerazione dell'ex Presidente nonché rappresentante del secondo distretto di Pampanga Arroyo, accusata di corruzione dal militante attivista.
Nel maggio 2016, nell'ambito degli accordi tra il Fronte Democratico Nazionale – entità politica fondata negli anni settanta del XX secolo da Ocampo e de facto mediatore del Partito comunista nelle trattative di pace con il governo – e il Sindaco di Davao Duterte a seguito dell'ampia vittoria di quest'ultimo alle presidenziali del 2016, è designato dalla sinistra come Segretario per la riforma agraria del nuovo Governo. Nel novembre seguente, pur mantenendo il proprio sostegno nei confronti di Duterte, critica la scelta della Corte suprema di autorizzare la sepoltura di Marcos nel prestigioso Cimitero degli Eroi. L'alleanza con Duterte si deteriora irrimediabilmente nel settembre 2017 a seguito della sua rimozione dal gabinetto presidenziale per volontà della Commissione delle nomine, organo composto da alleati politici del Presidente, che ha contestato il suo passato tra le file della sinistra. Lo stesso Duterte giustifica più tardi la sua rimozione come una risposta ai continui attacchi del Nuovo Esercito Popolare nei confronti delle truppe di governo e di numerosi civili. Tornato a gestire vari movimenti contadini, dopo la sua rimozione passa tra i critici del governo Duterte assieme ad altri esponenti di sinistra inizialmente vicini al Presidente mindanaoense.

## Controversie
Membro del partito politico di sinistra Bayan, a sua volta affiliato al Partito Comunista filippino (in inglese Communist Party of the Philippines o CPP) e al Nuovo Esercito Popolare (New People's Army o NPA), Mariano ha da sempre negato qualsiasi suo coinvolgimento nelle attività dei suddetti gruppi di estrema sinistra e affermato di far parte, piuttosto, di organizzazioni democratiche e legali. Ciò nonostante ha dichiarato di «comprendere perché numerosi contadini decidono di prendere parte alla lotta armata». Il Nuovo Esercito Popolare, noto per la sua presenza nelle aree rurali del Paese, è considerato un'organizzazione terroristica dal Governo filippino, statunitense e dall'Unione europea.
Nel luglio 2018 una corte d'appello di Nueva Ecija lo ha giudicato colpevole della scomparsa e omicidio di alcuni ribelli del Nuovo Esercito Popolare – Danilo Felipe nel 2001, Jimmy Peralta nel 2003 e Carlito Bayudang nel 2004 – assieme ad altri esponenti di sinistra affiliati all'armata paramilitare. I suddetti individui erano affiliati alla lista Akbayan, considerata fazione rivale del gruppo Makabayan di cui Mariano faceva parte. Il mandato di arresto nei suoi confronti è stato poi ritirato dalla medesima corte nell'agosto seguente.